# Chapelle Sainte-Croix de Lyon
La chapelle Sainte-Croix ou chapelle des Missionnaires de Notre-Dame est un édifice de style byzantin situé dans le 6e arrondissement de Lyon.
Élevé à la mémoire des victimes du siège de Lyon de 1793, elle appartient à la Commission du Monument Religieux des Brotteaux, une association loi de 1901.

## Histoire
Deux monuments ont précédé cette chapelle : le premier était un cénotaphe terminé en mai 1795 et incendié en janvier 1796, le second édifié en 1819 sous le vocable de Sainte Croix a dû être détruit lors de l'aménagement du quartier.
Jean-Jacques Coindre, maire temporaire de la ville, demande un monument commémoratif à C.F. Boulard. Ce dernier propose une pyramide surmontée d'un clocher et d'une croix. Mais ils sont tous deux guillotinés en novembre 1793. C'est Claude Cochet qui construit un monument similaire en 1819.
La chapelle dessinée par Paul Pascalon est construite entre 1898 et 1901, puis bénie le 2 août 1906 sous le vocable de Sainte Croix. Gardée par les Pères Capucins depuis l'origine, elle est transmise en mai 1979 à la Famille Missionnaire de Notre-Dame.

## Description
Sa crypte contient un ossuaire de victimes des guerres de la Révolution française des années 1793 et 1794 qui se visite sur rendez-vous. Sur le mur de la chapelle à gauche figure une impressionnante liste de noms des victimes de la Terreur à Lyon suppliciées ou guillotinées, avec parfois leurs métiers, titres ou états.